# Welrod
Welrod là loại súng ngắn hãm thanh được phát triển bởi lực lượng Special Operations Executive (S.O.E.), một tổ chức chính phủ được giao nhiệm vụ thực hiện các công việc tình báo, điều hướng cùng các nhiệm vụ đặc biệt khác tại Vương quốc Anh nhất là những nhiệm vụ liên quan đến các hoạt động chống Đức Quốc xã tại châu Âu. Hầu hết các hoạt động đó là bí mật và cần những công cụ đặc biệt bao gồm cả vũ khí.

## Phát triển và sử dụng
Các ống hãm thanh bình thường cho súng ngắn bán tự động đã trở nên thông dụng và phát triển mạnh trong chiến tranh thế giới thứ hai nhưng chúng có một thứ không thể hãm thanh được là việc chuyển động của khối trượt vốn nghe được khá rõ vào ban đêm đặc biệt trong môi trường yên tĩnh. Để giải quyết vấn đề súng đã sử dụng thiết kế thoi nạp đạn trượt lên đạn bằng tay.
Việc thiết kế đầu tiên được thực hiện nửa cuối năm 1942, nguyên mẫu đầu tiên được thử nghiệm vào đầu năm 1943 sử dụng loại đạn 9×19 Luger và 7,65×17 Browning. Mẫu được chọn để đưa vào chế tạo thì sử dụng đạn 7,65mm Welrod. Birmingham Smal Arms đã lo việc sản xuất loại súng này từ cuối năm 1943 với số lượng không rõ. Mẫu mạnh hơn sử dụng đạn 9mm Welrod thì bắt đầu được chế tạo vào năm 1944 theo yêu cầu của các lực lượng hoạt động đặc biệt của Anh.
Trong chiến tranh thế giới thứ hai, một số khẩu cũng đã được thả xuống cho các nhóm kháng chiến ở châu Âu, nhất là tại Đan Mạch. Trong lúc đó súng cũng được mua và sản xuất tại Hoa Kỳ để thay cho các khẩu High Standard HDM vốn không im lặng và hiệu quả bằng. Mẫu 9mm được sử dụng trong thời gian khá dài, một số khẩu vẫn được sử dụng trong các hoạt động của các lực lượng đặc biệt của Anh cho đến năm 1991 như trong chiến tranh vùng Vịnh.

## Thiết kế
Welrod sử dụng thoi nạp đạn trượt và xoay với hai móc khóa lớn. Để sử dụng thoi nạp đạn xạ thủ sẽ xoay một miếng tròn phía sau thân súng để mở khóa sau đó kéo ra và đẩy vào để nạp đạn và xoay ngược lại để khóa. Súng sử dụng cơ chế hoạt động đơn kim điểm hỏa sẽ vào vị trí lên cò sau khi thoi nạp đạn được đẩy lên phía trước, nút khóa an toàn nằm ở phần dưới thoi nạp đạn ngay sau tay cầm.
Trong ống thân súng có một ống hãm thanh cố định phía trước kế đó là nòng và cuối cùng là khoang chứa đạn. Ở gần đầu ra của ống hãm thanh có nhiều khoanh cao su xếp liên tiếp nhau nhưng vẫn cách nhau một khoảng nhỏ. Ban đầu các khoanh này không có lỗ, chúng chỉ bị đục lỗ sau phát súng đầu tiên, các khoanh này dùng để ống hảm thanh hấp thu càng nhiều lượng khí phát sinh khi bắn càng tốt, các khoanh này chỉ có tuổi thọ trong khoảng 10-15 viên trước khi mất tác dụng vì thế chúng phải được thay thế bằng cách vặn mở nắp phần đầu ống hãm ra đổ các khoanh cũ ra và đổ những khoanh mới vào sau đó vặn nắp lại.
Hộp đạn rời của súng có một hàng đạn chứa 6-8 viên được gắn trong tay cầm hay nói đúng hơn thì chính nó là tay cầm vì bên ngoài bên ngoài hộp đạn được bọc một lớp cao su để dễ dàng cho việc cầm nắm.